# Pozo Hondo
Pozo Hondo ist die Hauptstadt des Departamento Jiménez in der Provinz Santiago del Estero im nordwestlichen Argentinien. Sie liegt 87 Kilometer von der Provinzhauptstadt Santiago del Estero entfernt und ist über die Ruta Nacional 34 mit ihr verbunden. In der Klassifikation der Gemeinden der Provinz ist sie als Gemeinde der 3. Kategorie eingeteilt.

## Bevölkerung
Pozo Hondo hat 2.634 Einwohner (2001, INDEC), das sind 20 Prozent der Bevölkerung des Departamento Jiménez.